# Felix Geyer
Rudolf Felix Geyer (Amsterdam, 13 oktober 1933) is een Nederlands socioloog, cyberneticus en voormalig hoofd afdeling methodologie van het Stichting Interuniversitair Instituut voor Sociaal-Wetenschappelijk Onderzoek (SISWO) aan de Universiteit van Amsterdam.
Geyer begon met een studie geologie in 1951 aan de Universiteit van Amsterdam. Na het behalen van zijn kanditaats in 1953 stapte hij over op sociologie en studeerde hier af in 1961. In 1980 promoveerde hij aan de Universiteit van Amsterdam onder Hiddo M. Jolles op het proefschrift "Alienation theories : a general systems approach".
In de jaren zestig werkte hij in verschillende functies aan met name marketing-onderzoek. In 1966 trad hij in dienst van het SISWO waar hij tot 1996 zou blijven werken, uiteindelijk als hoofd afdeling methodologie. Hiernaast vervulde hij vele nevenfuncties, waaronder medeoprichter en bestuurslid van de Systeemgroep Nederland.

## Publicaties
Geyer publiceerde verschillende boeken en vele artikelen. Een selectie:
- 1978. Sociocybernetics : an actor-oriented social systems approach. Met Hans van der Zouwen
- 1980. Alienation theories : a general systems approach. Proefschrift GU Amsterdam.
- 1989. Alienation theories and de-alienation strategies : comparative perspectives in philosophy and the social sciences. Met David Schweitzer (red.)
- 1997. Sociocybernetics: Complexity, Dynamics, and Emergence in Social Science. Bradford, UK: MCB University Press.